# System/390

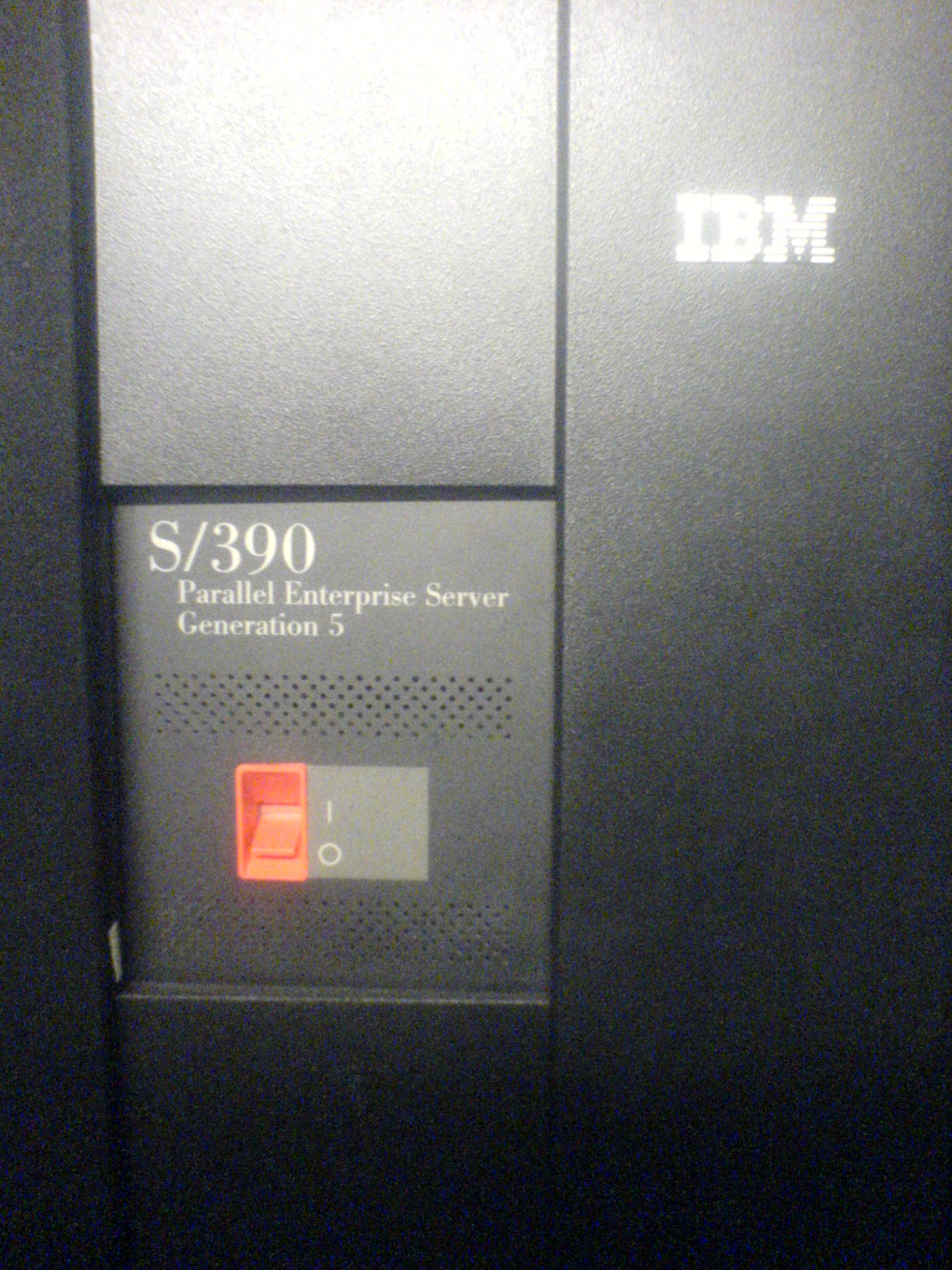
IBM S/390 Parallel Enterprise Server Generation 5

System/390 (auch S/390) ist die Bezeichnung für eine nach der IBM ESA/390 (Enterprise Systems Architecture/390) gebaute Großrechner-Familie von IBM. Die ersten ESA/390-Computer waren die 1990 eingeführten ES/9000-Modelle.

## Systembeschreibung
Es handelt sich um die Nachfolgeserie zum System/370. Sie ist in ihrer heutigen 64-Bit-Variante bekannt als System z.
IBM machte im Laufe der 1990er Jahre Server in insgesamt sechs Generationen (G1 bis G6) der S/390-Architektur verfügbar. Die ersten Generationen verwendeten noch Bipolartransistoren in den CPUs, während die CPUs der späteren Generationen auf CMOS-Technologie basierten. Auch der Funktionsumfang (Instruktionssatz) der CPUs wurde im Laufe dieser Generationen erweitert, z. B. wurde eine IEEE-kompatible Gleitkommaeinheit erst mit den G5-CPUs eingeführt.
CMOS-basierte CPUs wurden in den von IBM hergestellten Servern in so genannten Multi-Chipmodulen (MCM) auf einer Keramikplatte mit Cache-, Speicher- und I/O-Interfaces zu einem Prozessormodul verbunden. Die kleinsten dieser MCMs befinden sich in den Multiprise-3000-Modellen (G5) mit drei CPUs, während die MCMs der großen Modelle 14 CPUs beherbergen.
S/390-CPUs werden in verschiedene Gruppen unterteilt:
- PU (Physical Unit): eine physisch vorhandene CPU, PUs werden verschiedenen Zwecken dediziert zugeordnet:
  - CP (Central Processor): für die Ausführung von Kundenprogrammen zur Verfügung stehende PU. Wenn die Maschine beim POR (Power-On Reset) im LPAR-Modus gestartet wurde, können bei der Konfiguration von Logischen Partitionen der Maschine zwei Arten von CPs verwendet werden:
    - Dedicated: dedizierter CP – steht zu 100 % nur dieser logischen Partition zur Verfügung
    - Shared: gemeinsam genutzter CP – kann mit anderen logischen Partitionen gemeinsam benutzt werden

  - SAP (System Assist Processor): dedizierte PU für die Ausführung von I/O
  - Spare CPU: keiner Aufgabe zugeordnete PU, kann im Fall eines Defekts eines CPs oder SAPs automatisch dessen Funktion übernehmen
- CPU: auf einem CP (dedicated oder shared) unter VM/ESA (aktuelles Produkt: z/VM) verwaltete virtuelle CPU. CPUs sind keinem CP zugewiesen. Den einzelnen virtuellen Servern unter VM/ESA können mehr virtuelle CPUs zur Verfügung gestellt werden, als PUs vorhanden sind, und einem solchen VM-Guest können weitere (bis zu 32) CPUs zugeordnet werden, die das Gastsystem direkt ohne Neustart des Gastsystems verwenden kann.

S/390-basierte bzw. S/390-kompatible Systeme wurden auch von den IBM-Konkurrenten Hitachi und Fujitsu Siemens Computers beziehungsweise heute Fujitsu hergestellt, wobei sich diese Maschinen selbst in Hardware-Details, die auch Gerätetreiber betreffen, von den IBM-S/390-Servern unterscheiden.

## Emulatoren
- FLEX-ES, sehr effizient, i386-spezifisch, kommerzielles Produkt
- Hercules, plattformneutral, Open Source, emuliert auch die z/Architecture (ESAME), die zu S/390 kompatible 64-bit Nachfolgearchitektur von S/390, die Rechnerarchitektur der IBM System z-Server.